# Danuta Gałkowa
Danuta Józefa Gałkowa z domu Ślązak, ps. Blondynka, (ur. 19 marca 1924 w Warszawie, zm. 6 grudnia 2018) – pułkownik Wojska Polskiego, sanitariuszka i łączniczka, powstaniec warszawski, żołnierz Armii Krajowej, Sprawiedliwa wśród Narodów Świata.

## Życiorys
Była córką Józefa i Agnieszki ze Starzyńskich. Uczęszczała do Publicznej Szkoły Powszechnej im. Królowej Jadwigi w Warszawie, a następnie do Gimnazjum im. Heleny Grabowskiej (przed wojną nosiło imię Towarzystwa Krzewienia Wiedzy Handlowej). Przed wojną wstąpiła do harcerstwa. Po wybuchu II wojny światowej została skierowana do 301. punktu sanitarnego Szpitala Przemienienia Pańskiego w charakterze telefonistki. W czasie okupacji mieszkała w Warszawie przy ulicy Św. Wincentego 47. Pracowała w Zakładzie Ubezpieczeń Społecznych w Wydziale Świadczeń Długoterminowych (obecnie Wydział Rent i Emerytur). Równocześnie należała do konspiracji. Przeszła szkolenie sanitarne w Szpitalu Dzieciątka Jezus, a także szkolenie wojskowe, m.in. w Strudze prowadzone przez Lucjana Fajera ps. Ognisty. Była również agentem kontrwywiadu wojskowego (o czym nie wiedzieli jej koleżanki i koledzy z drużyny). Do jej obowiązków należały początkowo proste zadania (np. przepisywanie ulotek podrzucanych osobom utrzymującym kontakty z Niemcami), później zajęła się rozpracowywaniem agentów i współpracowników okupanta.
Zorganizowała fałszywe dokumenty na nazwisko Stefania Szymkowiak dla ukrywanej przez jej rodzinę Gizy Alterwajn.
Na krótko przed powstaniem uciekła z domu, obawiając się, że rodzice nie pozwolą jej wziąć udziału w walce. 1 sierpnia miała się stawić na punkcie na ul. Żelaznej. Do jej uzbrojenia należały granat ręczny R-42 Sidolówka i RGD-5. Rozpoczęła powstanie jako komendantka sanitariatu. Jeszcze w pierwszych dniach powstania przeniosła się do drużyny 174 batalionu „Chrobry I”, gdzie dowódcą był plut. pchor. Mieczysław Gałka, ps. Elegant (1923–1975). W czasie powstania zajmowała się głównie sanitariatem, służąc w stopniu starszego strzelca, a pod koniec powstania w stopniu podporucznika. Od 14 sierpnia przebywała w pasażu Simonsa, gdzie przeżyła m.in. ciężkie bombardowania. Pod koniec powstania uratowała 21 rannych żołnierzy z płonącego szpitala Pod Krzywą Latarnią, ewakuując ich na ul. Długą (do końca powstania przeżyło tylko dwóch). 8 października postanowiła opuścić kryjówkę w poszukiwaniu wody i jedzenia, wtedy dowiedziała się o kapitulacji. Przeniosła rannych do szpitala na ul. Płocką. Historia ta została przedstawiona w komiksie Ocaleni Tomasza Bereźnickiego. 9 października Elegant w szpitalu na ul. Płockiej przeszedł operację amputacji nogi, którą przeprowadził prof. Manteuffel. 15 kwietnia 1945 r. w kościele Matki Bożej Loretańskiej na Pradze wyszła za mąż za Mieczysława Gałkę, co obiecała mu przed jego operacją.
Po wojnie pracowała m.in. w CRZZ, była działaczką ZBoWiD-u i ZPW, aktywnie uczestnicząc w życiu kombatantów oraz środowisk AK. Od 1969 była członkiem Zarządu Głównego ZBoWiD. W latach 80. w Japonii została wydana publikacja książkowa autorstwa Tsutomu Iwakury opisująca jej historię. Danuta Gałkowa jest także bohaterem jednego z odcinków cyklu Rewizja nadzwyczajna Dariusza Baliszewskiego. Wystąpiła również w filmie dokumentalnym Krzysztofa Langa z 1994 r. pt. Powstanie warszawskie 1944. Swoje wspomnienia z czasów wojny wydała w książce Byłam warszawskim Robinsonem.

## Odznaczenia i wyróżnienia
28 sierpnia 1959 została odznaczona przez Radę Państwa Krzyżem Srebrnym Orderu Virtuti Militari. 
Otrzymała też Krzyże Kawalerski, Oficerski i Komandorski Orderu Odrodzenia Polski odpowiednio w 1966, 1978 i 1989 i medal okolicznościowy IV wieki Stołeczności Warszawy w 1997.
Została także odznaczona Warszawskim Krzyżem Powstańczym, Medalem za Warszawę, Krzyżem Partyzanckim.
W 2001 za zasługi w ratowaniu życia ludzkiego została wyróżniona najwyższym odznaczeniem pielęgniarskim, nadawanym przez Międzynarodowy Czerwony Krzyż – Medalem Florence Nightingale.
W 2010 otrzymała medal i tytuł Sprawiedliwy wśród Narodów Świata od izraelskiego Instytutu Jad Waszem.
9 stycznia 2012 w Pałacu na Wodzie w Łazienkach Królewskich w Warszawie, podczas uroczystości wręczenia odznaczeń, została uhonorowana Medalem „Pro Patria” nadanym przez Kierownika Urzędu do Spraw Kombatantów i Osób Represjonowanych „za szczególne zasługi w kultywowaniu pamięci o walce o niepodległość Ojczyzny”.